# 莫在聲
莫在聲（？—？），广西桂林府靈川縣人。明朝政治人物。

## 生平
万历三十四年（1606年）丙午科广西乡试举人，四十一年（1613年）癸丑科進士，授兵部职方司主事，管理山海关，四十七年四月奉命催援兵出关。天啓二年四月升本司郎中，六年四月以宁远叙捷，升五品京堂用，仍赏银十五两，五月升光禄寺少卿，七年七月升顺天府丞。崇祯二年四月列名逆案，被削籍为民。